# Maracanã-de-colar
A maracanã-de-colar (Primolius auricollis) é uma espécie de ave psittaciforme da família Psittacidae, que pode ser encontrada no oeste do Brasil, Paraguai, norte da Argentina e sul da Bolívia.
Pertence ao gênero Primolius, que é composto por apenas três espécies. Foi incluída durante muito tempo no gênero Ara, fundamentalmente por sua pele nua na face, mas o tamanho é muito inferior ao das verdadeiras Aras. Atualmente se utiliza Ara apenas para as grandes araras. No período intermediário aos dois tratamentos, foi utilizado por poucos anos o gênero Propyrrhura, mas no ano de 2001 se demostrou que Primolius tem prioridade sobre Propyrrhura.
Foi descrita pelo ornitólogo estadunidense John Cassin em 1853. Seu nome auricollis significa "ouro no pescoço".

## Descrição

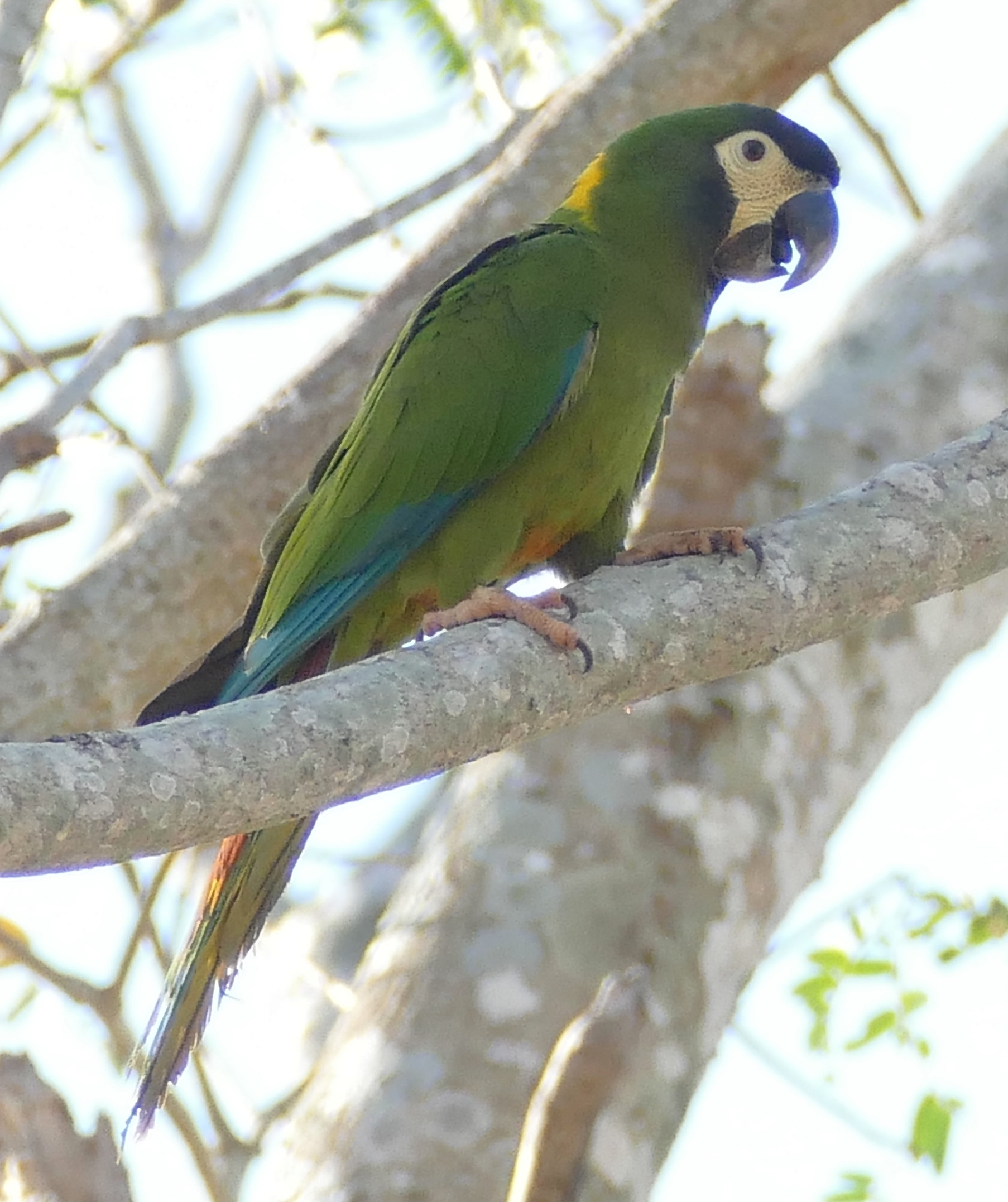

Seu tamanho é de cerca de 38 cm, dos quais quase a metade corresponde às penas da cauda. A cor geral de sua plumagem é verde, com um distinto colar amarelo na parte de trás do pescoço, que com o envelhecimento se desenvolve para uma cor mais viva. A testa e a coroa são pretas. As rêmiges e as coberteiras primárias são azuis, e a cauda larga e pontiaguda tem uma base vermelha, um estreito setor central verde, e uma ponta de cor azul. A parte inferior da cauda e as penas de voo são de cor amarelo-esverdeada, similar à de vários papagaios. As patas são de cor rosa opaco, e a íris é de cor avermelhada a amarelo opaco. Conta com uma ampla porção da face descoberta de penas, exibindo sua pele branca. O bico é preto, frequentemente com a ponta de cor cinza pálido. Esta espécie tem uma expectativa de vida de 50 anos.

## Distribuição

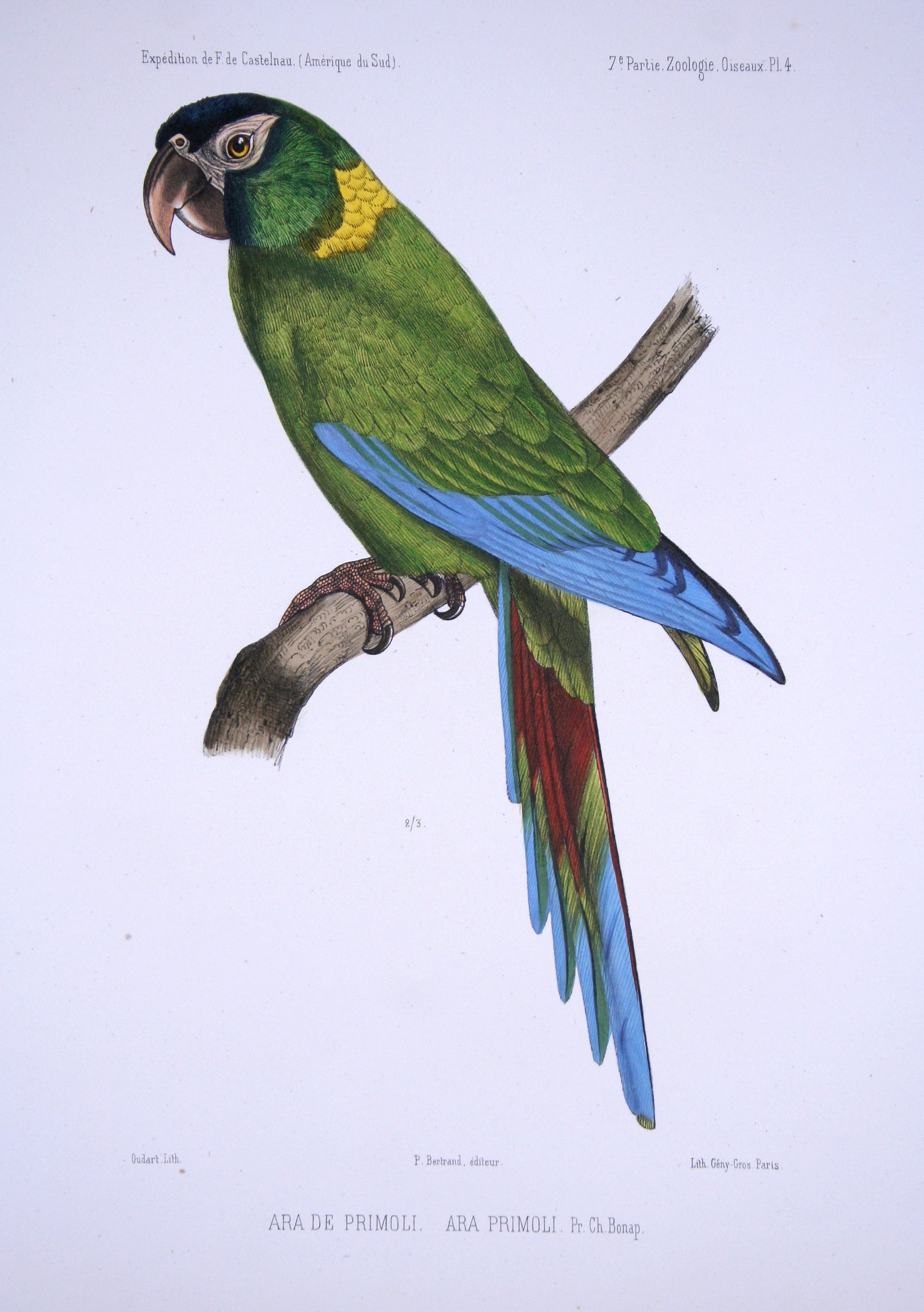

Esta espécie está distribuída pela parte central da América do Sul. No Brasil, ocorre no Pantanal, localizado na região do sudoeste do Mato Grosso, oeste do Mato Grosso do Sul e sul de Rondônia. No norte do Paraguai, na maior parte do norte e do leste da Bolívia, alcançando, no seu extremo sul, o norte da Argentina, na floresta de Yungas (tanto na montanha como no pé da montanha) do norte de Salta e o sudeste de Jujuy.
Uma segunda população disjunta aparece no extremo nordeste do Mato Grosso, até o sudeste do Pará e o oeste do Tocantins.

## Hábitat
Ocupa hábitats distintos, desde as úmidas selvas tropicais e semitropicais das serras subandinas até as florestas de galeria do Pantanal, além da savana e pastagens com árvores esparsas. Fica principalmente em terras de baixa altitude, porém a nível local alcança uma altitude de 1 700 m.

## Comportamento
No geral vive em pares, podendo ficar, fora da temporada de reprodução, em pequenos bandos. Alimenta-se de frutas, gemas de flores e sementes.

## Reprodução
Nidifica em buracos nos troncos de árvores. Os ovos são brancos e são geralmente postos dois ou três. A fêmea incuba os ovos durante uns 26 dias, e os filhotes ficam no ninho por cerca de 70 dias após a eclosão.

## Conservação
No geral, é bastante comum e por isso a BirdLife International a considera como Pouco Preocupante. Adapta-se e suporta melhor do que outros psitacídeos o crescente desmatamento, conseguindo sobreviver em áreas arborizadas rodeadas de plantações. Parece ser menos prejudicial à agricultura do que a sua congênere maracanã (Primolius maracana).
Em apenas 3 anos (de 1977 a 1980) ingressaram nos Estados Unidos, para comercialização, 5 314 exemplares desta espécie.

## Espécies congêneres
Primolius é um gênero constituído por outras duas espécies, sendo:
- Maracanã-de-cabeça-azul (Primolius couloni)
- Maracanã (Primolius maracana)